# Il mio nome è Thomas
Pour plus de détails, voir Fiche technique et Distribution.
Il mio nome è Thomas est un road movie dramatique italien réalisé par Terence Hill et sorti en 2018.
Écrit par Terence Hill lui-même en collaboration avec Luisa Tonon, et produit par Jess Hill (le fils de Terence), il marque le retour de l'acteur derrière et devant la caméra pour la première fois depuis Doc West, un téléfilm de 2009.
Le film est dédié à feu Bud Spencer, ami et partenaire de longue date de Terence Hill.

## Synopsis
Le motard solitaire, rebaptisé Thomas par des frères amis, conduit sa Harley-Davidson dans le désert de Tabernas (Almería en Andalousie) pour méditer et se retrouver. En chemin, il rencontre Lucia, une jeune fille qui lui demande de l'accompagner sur sa moto vers le sud. Thomas refuse, mais sauve peu après la jeune fille de deux hommes rancuniers qu'elle avait volés auparavant. Thomas l'accompagne aussi loin qu'elle le souhaite, puis embarque sur le ferry pour l'Espagne. Surprise, Lucia déclare qu'elle doit elle aussi embarquer sur le ferry pour rendre visite à une tante en Espagne. Pendant la nuit, alors que la jeune fille ivre s'endort dans la cabine de Thomas, celui-ci remarque des blessures sur ses poignets, signe d'une tentative de suicide motivée par son passé trouble.
À partir de ce moment, Lucia et Thomas, arrivés en Espagne en attendant la rencontre fantôme avec sa tante, commencent à s'ouvrir l'un à l'autre jusqu'à ce que, à la suite d'une dispute, la jeune fille refuse sa sympathie et lui dise de s'en aller. Dès son départ, Thomas a un pressentiment et prévient que Lucia est en danger : sur le chemin du retour, il découvre que la jeune fille a involontairement mis le feu à sa chambre d'hôtel et parvient à la sauver. À l'hôpital, Thomas apprend d'un médecin que la jeune femme souffre d'un problème cardiaque et, peu de temps après, ils se quittent définitivement. Thomas arrive à deux cabanes abandonnées dans le désert andalou, vestiges d'un décor de village western, où il s'installe pour méditer en lisant le livre Lettres du désert de Carlo Carretto.
Le lendemain, Thomas découvre que Lucia, en moto, l'a suivi. À partir de ce moment, les deux jeunes gens commencent à se connaître sérieusement et découvrent qu'ils sont précieux l'un pour l'autre. Cette amitié est également ponctuée par une nouvelle querelle entre les deux, au cours de laquelle Lucia s'enfuit sur la moto de Thomas, qui, à son tour, est obligé de traverser le désert à pied pour la rejoindre, avant de lui pardonner après l'avoir entendue jouer de la flûte avec beaucoup d'enthousiasme. Peu après, Lucia reçoit enfin la visite de sa tante, à qui elle raconte sa relation privilégiée avec Thomas. Ce dernier, quant à lui, se plonge dans la lecture du livre de Carretto, qui a également impressionné Lucia. Le dernier soir du séjour de Lucia dans le désert, après que Thomas a accompagné sa tante au village, la jeune femme tombe malade. Au seuil de la mort, elle demande à Thomas de lui serrer la main et expire sereinement en regardant le ciel, se rappelant les mots du livre de Carretto. Désemparé, Thomas rentre en Italie. Quelques jours plus tard, alors qu'il fait le plein, il entend l'esprit de Lucia qui l'accompagne sur sa moto. Ensemble, ils partent pour une nouvelle aventure, cette fois-ci vers le nord.

## Fiche technique
- Titre original : Il mio nome è Thomas[2]
- Réalisation : Terence Hill
- Scénario : Terence Hill, Luisa Tonon
- Photographie : Roberta Allegrini
- Montage : Luca Benedetti
- Musique : Pino Donaggio
- Effets spéciaux : Alessio Pericò, Giovanni Ermes Vincenti
- Décors : Francesco Bronzi (it)
- Production : Anselmo Parrinello, Paolo Luvisotti, Jess Hill (it)
- Sociétés de production : Paloma4 srl, Vivi Film
- Pays de production :  Italie
- Langue originale : italien
- Format : couleurs
- Genre : road movie dramatique
- Durée : 96 minutes
- Dates de sortie : 
  - Italie : 14 avril 2018

## Distribution
- Terence Hill : Thomas
- Veronica Bitto (it) : Lucia
- Guia Jelo (it) : Tante Rosario
- Andy Luotto : prieur
- Roberto Dell'Acqua : hôte de l'auberge
- Lorenzo Gasperini :
- Giovanni Malafronte : serveur
- Matt Patresi : Max

## Production
Le tournage du film a eu lieu du 12 septembre au 12 novembre 2016 près d'Almería, une municipalité espagnole située dans la communauté autonome d'Andalousie. Le film a été tourné sur les lieux mêmes où Terence Hill et Bud Spencer s'étaient rencontrés sur le plateau du film Dieu pardonne... moi pas ! de Giuseppe Colizzi en 1967. C'est au cours de la préproduction du film que Bud Spencer lui-même est décédé le 27 juin 2016 ; à la suite de cela, Terence Hill a décidé de tourner le film à Almería et de le dédier à sa mémoire.